# Nemanja Gudelj
Nemanja " Neno " Gudelj (en alfabet ciríl·lic serbi: Немања Гудељ; nascut el 16 de novembre de 1991) és un futbolista professional serbi que juga com a migcampista al Sevilla de la Lliga i a la selecció de Sèrbia. És fill de l'antic jugador del NAC Breda Nebojša Gudelj i el germà gran de Dragiša Gudelj.

## Carrera de club

### NAC Breda
Gudelj va signar el seu primer contracte professional amb el NAC Breda el juliol de 2009, però no va fer cap aparició oficial en la seva temporada de debut tot i ser convocat diverses vegades.

### AZ

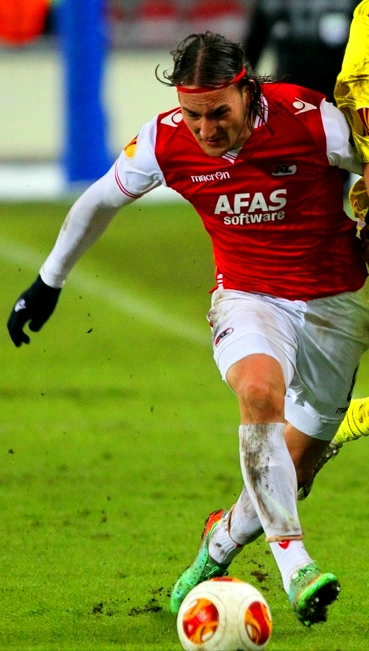
Gudelj jugant amb l'AZ el 2014

L'estiu de 2013 Gudelj es va transferir a l'AZ Alkmaar per una quota d'uns 3 milions d'euros, venut pel seu pare, que era gerent de NAC Breda, signant un contracte de quatre anys.
Va rebre l'interès del club portuguès Porto.

### Ajax
El 6 de maig de 2015, es va anunciar que Gudelj s'uniria a l'AFC Ajax a partir de la temporada 2015-16. Juntament amb ell, el seu germà petit Dragiša es traslladaria a l'equip juvenil de l'Ajax i el seu pare Nebojša es convertiria en scout del club centrat principalment en buscar jugadors dels Balcans i Sèrbia. El 5 de novembre de 2016, Gudelj va ser banejat de la selecció del primer equip després de declarar que no podia estar motivat quan no era titular.

### Tianjin TEDA
El 5 de gener de 2017, l'Ajax va anunciar que Gudelj es transferiria a Tianjin TEDA el 25 de gener de 2017 per una suma que es rumorejava al voltant dels 5,5 milions d'euros.

### Guangzhou Evergrande Taobao
El 28 de gener de 2018, el Guangzhou Evergrande Taobao va anunciar que Gudelj va ser transferit de Tianjin TEDA i va signar un contracte de 2 anys. La quota de transferència no es va anunciar. Va debutar amb el Guangzhou el 21 de febrer de 2018 en un empat a 0 a casa contra el Cerezo Osaka en el segon partit de la fase de grups de la Lliga de Campions de l'AFC 2018. El 14 de març, va marcar el seu primer gol amb el club en el quart partit de la fase de grups de la Lliga de Campions de l'AFC contra el Jeju United, que va assegurar la victòria del Guangzhou Evergrande per 2-0 a casa. Gudelj va ser exclòs de la plantilla del primer equip el juliol de 2018 a causa de la limitació del nombre de jugadors estrangers.

#### Sporting CP (cessió)
El 23 d'agost de 2018, Gudelj va ser cedit a l'Sporting CP de la Primeira Liga per a la temporada 2018-19. El contracte s'allargaria per quatre anys com a jugador de l'Sporting CP. El contracte de cessió real expira al final de la temporada per la qual cosa es traslladaria com a jugador lliure.

### Sevilla

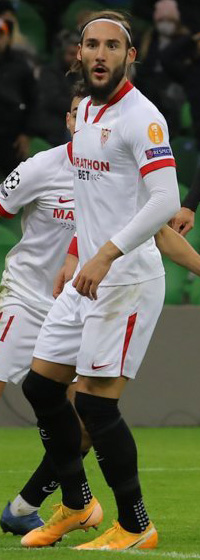
Gudelj jugant amb el Sevilla el 2020

El 23 de juliol de 2019, Gudelj va fitxar amb el Sevilla FC. El juliol de 2020 va donar positiu per COVID-19.

## Carrera internacional
Després d'haver estat convocat als nivells sub-19 i sub-21, Gudelj va aconseguir jugar el seu primer partit amb Sèrbia el 5 de març de 2014, en la victòria a casa d'Irlanda per 2-1 en un partit amistós després de substituir Antonio Rukavina com a substitut d'última hora. El 2014, Gudelj va jugar amb la selecció nacional quatre vegades més, jugant dues vegades contra Jamaica, Panamà i Brasil.
El juliol de 2014, el seu antic entrenador a l'AZ, Dick Advocaat, va ser nomenat entrenador de la selecció de Sèrbia per a la campanya de l'Eurocopa 2016. Va marcar el seu primer gol el 18 de novembre de 2014 en una victòria amistós fora de casa per 2-0 contra Grècia.

## Palmarès

### Club
Guangzhou Evergrande Taobao
- Supercopa de la FA de la Xina: 2018

Sporting CP
- Taça da Liga: 2018–19[17]
- Taça de Portugal: 2018–19

Sevilla
- UEFA Europa League: 2019–20,[18] 2022-23[19]